# Mary of Woodstock

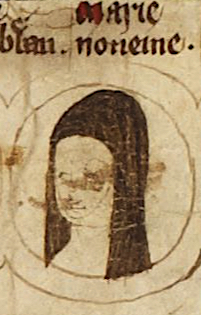
Mary of Woodstock. Miniatur aus dem 14. Jahrhundert

Mary of Woodstock (* 11. oder 12. März 1279 in Woodstock Palace, Woodstock; † um 1332) war eine englische Prinzessin, die als Nonne in den Benediktinerinnenorden eintrat.
Mary of Woodstock war eine Tochter des englischen Königs Eduard I. und seiner ersten Frau Eleonore von Kastilien. Ihren Beinamen erhielt sie nach ihrem Geburtsort in Oxfordshire. Auf Beharren ihrer Großmutter Eleonore von der Provence und zum Ärger ihrer Mutter trat sie 1285 mit sieben Jahren als Nonne in Amesbury Priory in Wiltshire ein. Ihre Großmutter, die Witwe von Eduards Vater Heinrich III., lebte in dem Kloster, wo sie auch 1291 starb. Als Tochterkloster von Fontevrault, der alten Begräbnisstätte der Plantagenets im französischen Poitou, besaß Amesbury bei der englischen Königsfamilie hohes Ansehen. Auch als Nonne führte Mary dort ein Leben gemäß ihrem hohen Rang. Sie erhielt 1285 von ihrem Vater eine jährliche Pension in Höhe von £ 100. Die Absicht, dass Mary sogar als Nonne nach Fontevrault gehen sollte, wurde nach dem Tod ihrer Großmutter, vermutlich auf Drängen ihres Vaters, fallengelassen. Stattdessen verdoppelte er nach dem Tod von Eleonore von der Provence Marys jährliche Pension, dazu erhielt sie ab 1292 jährlich 40 Eichen aus den königlichen Wäldern sowie 20 Fässer Wein aus Southampton.
Mary fand sich mit dem abgeschiedenen klösterlichen Leben in Amesbury nicht ab und nahm offenbar auch die Einhaltung der Ordensregeln nicht allzu ernst. Häufig kehrte sie mit großem Gefolge an den Königshof zurück, wo sie für ihre Extravaganz bekannt war. Am Königshof verbrachte sie 1293 viel Zeit mit ihrem jüngeren Bruder Eduard. 1297 weilte sie nachweislich fünf Wochen am Königshof, während der sie sich von ihrer Schwester Elizabeth verabschiedete, die nach Holland verheiratet wurde. 1302 wurde Marys finanzielle Versorgung geändert, anstelle der jährlichen Pension erhielt sie eine Reihe von Gütern sowie das Borough von Wilton mit der Auflage, in England zu bleiben. Aus diesen Besitzungen bezog sie jedoch weniger Einkünfte als sie ausgab, so dass sie bereits 1305 beträchtliche Schulden hatte. Zu dieser Zeit unterhielt sie ein umfangreiches Gefolge, für dessen Transport 24 Pferde notwendig waren, und durch Würfelspiele um Geld vergrößerte sie ihre Schulden. Daraufhin erhielt sie von ihrem Vater £ 200, um ihre Schulden zu begleichen. 1345, lange nach ihrem Tod, behauptete John de Warenne, 7. Earl of Surrey, dass er mit ihr eine sexuelle Beziehung gehabt hatte. Damit wollte er erreichen, dass seine Ehe mit Marys Nichte Joan aufgehoben wurde, was ihm jedoch nicht gelang. Außer Warennes Aussage gibt es für diese angebliche Beziehung keine Hinweise.
Auch ihr Bruder Eduard, der 1307 ihrem Vater als König folgte, unterstützte Mary. Während seiner Herrschaft besuchte Mary weiterhin regelmäßig den Königshof, doch daneben unternahm sie häufig Wallfahrten. 1317 bat ihr Bruder sie, den englischen Tochterklöstern von Fontevrault eine Visitation abzustatten, was sie jedoch ablehnte. Obwohl sie durch ihren Rang einen gewissen Rang innerhalb des Ordens innehatte, bekleidete sie nie ein offizielles Amt. In Amesbury kümmerte sie sich nur um andere, jüngere Nonnen aus dem Adelsstand.
Der englische Chronist Nicholas Trevit widmete ihr sein Werk. Ihr genaues Todesjahr ist unbekannt, nach ihrem Tod wurde sie in Amesbury beigesetzt.